# 468年
| 千纪： | 1千纪                                                                                           |
| 世纪： | 4世纪 \| 5世纪 \| 6世纪                                                                         |
| 年代： | 430年代 \| 440年代 \| 450年代 \| 460年代 \| 470年代 \| 480年代 \| 490年代                       |
| 年份： | 463年 \| 464年 \| 465年 \| 466年 \| 467年 \| 468年 \| 469年 \| 470年 \| 471年 \| 472年 \| 473年 |
| 纪年： | 戊申年（猴年）；北魏皇兴二年；南朝宋泰始四年；柔然永康五年                                      |

## 出生
- 贾思伯，北魏官员。
- 萧遥光，南朝齐宗室。
- 元珍，北魏宗室、官员。

## 逝世
- 王玄谟，南朝宋将领。
- 裴骏，北魏官员。